# Polyxenus germanicus
Polyxenus germanicus är en mångfotingart som beskrevs av Karl Wilhelm Verhoeff 1941. Polyxenus germanicus ingår i släktet Polyxenus och familjen penseldubbelfotingar. Inga underarter finns listade i Catalogue of Life.